# Gonadotropin-oslobađajući hormon receptor
Gonadotropin-oslobađajući hormon receptor (GNRHR), takođe poznat kao luteinizirajući hormon oslobađajući hormon receptor (LHRHR), je član sedam-transmembranske familije G-protein spregnutih receptora. On je izražen na površini hipofiznih gonadotropnih ćelija, kao i limfocita, i u dojkama, jajnicima, i prostati.
Ovaj 60 kDa G protein-spregnuti receptor se prvenstveno nalazi u hipofizi. On je odgovoran za izazivanje LHRH dejstva, nakon što je taj hormon oslobođen iz hipotalamusa. Aktivirani LHRHR stimuliše tirozinsku fosfatazu i izaziva otpuštanje LH iz hipofize.
Postoje dokazi da o prisustvu LHRH i njegovog receptora u ekstrahipofiznim tkivima, kao i njihovoj ulozi u razvoju nekih vrsta raka.

## Geni
Postoje dve glavne GNRHR forme, svaka od kojih je kodirana zasebnim genom ( i ).
Alternativno splajsovanje GNRHR gena, rezultuje u višestrukim transcriptnim varijantama koje kodiraju različite izoforme. Više od 18 mesta transkripcione inicijacije u 5' regionu i višestruki poliadenilacioni signali u 3' regionu su identifikovan za GNRHR.

## Literatura
1. ↑  Millar RP (2005). „GnRHs and GnRH receptors”. Anim. Reprod. Sci. 88 (1-2): 5—28. PMID 16140177. doi:10.1016/j.anireprosci.2005.05.032.
2. ↑  Harrison GS, Wierman ME, Nett TM, Glode LM (2004). „Gonadotropin-releasing hormone and its receptor in normal and malignant cells”. Endocr. Relat. Cancer. 11 (4): 725—48. PMID 15613448. doi:10.1677/erc.1.00777.
3. ↑  Neill JD, Musgrove LC, Duck LW (2004). „Newly recognized GnRH receptors: function and relative role”. Trends Endocrinol. Metab. 15 (8): 383—92. PMID 15380810. doi:10.1016/j.tem.2004.08.005.
4. ↑  Cheng CK, Leung PC (2005). „Molecular biology of gonadotropin-releasing hormone (GnRH)-I, GnRH-II, and their receptors in humans”. Endocr. Rev. 26 (2): 283—306. PMID 15561800. doi:10.1210/er.2003-0039.

## Spoljašnje veze
- „Gonadotrophin-Releasing Hormone Receptors”. IUPHAR Database of Receptors and Ion Channels. International Union of Basic and Clinical Pharmacology. Архивирано из оригинала 03. 03. 2016. г.
- GNRHR+protein,+human на 